# Slesvighus
Slesvighus er et dansk kulturhus i Slesvig by. Kulturhuset er beliggende i Lolfoden vest for midtbyen. Huset rummer både byens danske sekretariat, lokalredaktionen af Flensborg Avis samt mødelokaler. Desuden er der en stor og en lille teatersal med scener samt tilhørende faciliteter. Den store sal har plads til cirka 306, den lille til 80 personer.
Bygningens historie rækker tilbage til 1901, hvor den blev bygget som hotel. I 1922 blev huset købt med det formål at skabe et dansk forsamlingssted i slibyen. Efter omfattende renoveringer indrettedes blandt andet et kirkesal og bibliotekslokaler. Kirken og biblioteket flyttede dog senere til Ansgarhuset på Mikkelbjerg. Efter krigen var bygningen også hjemsted for en dansk børnehave. I 2010/11 blev huset igen gennemgribende renoveret. Efter byteatrets nedrivning er Slesvighuset også spillested for det slesvig-holstenske landsteater. 